# Пословни центар Ушће 2
Пословни центар „Ушће 2” (ПЦ „Ушће 2”), позната и као Кула „Ушће 2” (енгл. Ušće Tower 2), зграда је „близнакиња” пословног центра „Ушће”, налази се на Новом Београду, а саграђена је 2020. године.

## Опште карактеристике
Зграда се налази до пословног центра „Ушће”, зграде које је саграђена 1961. године, оштећена током НАТО бомбардовања СРЈ, а потом реновиране 2005. године. Налази се у новобеоградском Блоку 16, на 2 km од центра Београда. У непосредној близини куле налазе се тржни центар „Ушће”, парк „Ушће”, Парк пријатељства, али и престижни хотели као што су Хајат, Crowne Plaza, Falkenstainer, Holliday In и Hotel In. Зграда је повезана аутопутем са другим деловима града.
Кула је висине 110 метара, има 22 спрата, а у оквиру зграде налази се и подземна гаража са 450 паркинг места на два нивоа. У објекту се налази мање комерцијално крило у приземљу и ресторан на последњем спрату. Зграда поседује децентрилизовани систем природне вентилације који је интегрисан у фасаду. Укупна површина објекта је 28.000 m2.
Град Београд расписао је конкурс за архитекторнски дизајн у фебруару 2003. године за Блок 16, који је део Новог Београда. Победнички пројекат био је дизајн архитекте Бранислава Реџића, који је замислио мултифункционални урбани центар који би се састојао од две куле и тржног центра. Реконструисан је торањ, изграђен је тржни центар, иако много већи од оног који је Реџић пројектовао, али кула II је остала „на папиру” и уместо ње је направљен привремени паркинг.
Компанија MPC Properties, српског предузетника Петра Матића објавила је да ће у јануару 2018. године почети са изградњом друге куле, поред старе. За пројекат је првобитно био ангажован биро АРЦВС, али је MPC Properties на крају ипак ангажовала архитектонску компанију Chapman Taylor, која је урадила ентеријер и делове фасаде тржног центра „Ушће”.
Камен темељац положен је 27. фебруара 2018. године, а изградња објекта коштала је 65 милиона евра. Chapman Taylor се у пројектовању ослонила на форму постојеће куле, пре свега у форми и габаритима самог објекта, а уведене су неке иновације на пољима функционалности и форме. Комплетан вертикални комуникациони чвор налази се на самом крају зграде, што је као посебан корпус наглашен у фасадној структури. Фасадно платно главног пословног корпуса је стаклена зид-завеса употпуњена декоративним профилима који акцентују објекат у ликовном смислу.